# Сельское поселение Кемское (Вытегорский район)
Сельское поселение Кемское — сельское поселение в составе Вытегорского района Вологодской области. Административный центр — посёлок Мирный, расположенный в 93 км от районного центра и в 240 км от областного центра.

## История
Образовано 1 января 2006 года в соответствии с Федеральным законом № 131 «Об общих принципах организации местного самоуправления в Российской Федерации».
В состав сельского поселения вошёл Кемский сельсовет (центром сельсовета является деревня Прокшино).

## Экономика
В сельском поселении работают Ковжинский лесхоз, Чернослободское лесничество, Ковжинский леспромхоз, Ольховская средняя общеобразовательная школа, 2 ФАП, Ольховский дом сестринского ухода, 2 почтовых отделения, детский сад, филиал сбербанка, аптечный пункт, мини-пекарня, магазины. Крупнейшие населённые пункты — посёлок Мирный и деревня Прокшино. В Прокшино пересекаются автотрассы Р1 и А119.

## География
Расположено в юго-восточной части района на границе с Вашкинским районом. Территория — 230 га. Расстояние от центра сельского поселения до самого дальнего населённого пункта — 44 км. Граничит:
- на севере с Янишевским и Девятинским сельскими поселениями,
- на западе с Анненским сельским поселением,
- на юге с Андреевским и Ивановским сельскими поселениями Вашкинского района, Черозерским сельским поселением Кирилловского района,
- на востоке с Архангельской областью.

На территории сельского поселения много лесов и озёр: Кемское, Сеза, Белое, Каменное, Ледозеро, Долгое, Толинское и др. Протекают реки Кема, Янсорка, Хибалка, Окштамка, Ньюкша, Индоманка (Большая Индоманка), Малая Индоманка, Глухарь, Шейручей, Шимка.
В восточной части поселения находится архангельский анклав вокруг урочища Поржала, с озёрами Климовское и Погостское, относившийся к У́хотскому сельскому поселению (Каргопольский район).

## Населённые пункты
В 1999 году был утверждён список населённых пунктов Вологодской области. Согласно этому списку в Кемский сельсовет входили 26 населённых пунктов. С тех пор и до 1 марта 2010 года состав сельсовета и сельского поселения не изменялся.
В состав сельского поселения входят 26 населённых пунктов, в том числе
1 посёлок и
25 деревень, из них 12 жилые.
| Населённый пункт      | ОКАТО          | Рег. номер | Расстояние до районного центра, км | Индекс | Координаты                      |
| --------------------- | -------------- | ---------- | ---------------------------------- | ------ | ------------------------------- |
| деревня Агафоновская  | 19 222 828 002 | 2975       | 119                                | 162965 | 60°47′03″ с. ш. 37°57′38″ в. д. |
| деревня Анциферовская | 19 222 828 003 | 2976       | 118                                | 162965 | 60°46′53″ с. ш. 37°56′27″ в. д. |
| деревня Артюнино      | 19 222 828 004 | 2977       | 105                                | 162965 |                                 |
| деревня Борисово      | 19 222 828 005 | 2978       | 143,5                              | 162965 | 61°03′31″ с. ш. 37°34′55″ в. д. |
| деревня Великий Двор  | 19 222 828 006 | 2979       | 138                                | 162965 | 61°01′35″ с. ш. 37°35′21″ в. д. |
| деревня Деминская     | 19 222 828 007 | 2980       | 119,5                              | 162965 |                                 |
| деревня Дудинская     | 19 222 828 008 | 2981       | 138,5                              | 162965 |                                 |
| деревня Евсинская     | 19 222 828 009 | 2982       | 143                                | 162965 | 61°03′43″ с. ш. 37°35′15″ в. д. |
| деревня Елинская      | 19 222 828 010 | 2983       | 119,6                              | 162965 | 60°46′25″ с. ш. 37°58′02″ в. д. |
| деревня Ераково       | 19 222 828 011 | 2984       | 138,5                              | 162965 | 61°01′19″ с. ш. 37°35′13″ в. д. |
| деревня Ерчино        | 19 222 828 012 | 2985       | 142,5                              | 162965 | 61°03′29″ с. ш. 37°33′28″ в. д. |
| деревня Иваковская    | 19 222 828 013 | 2986       | 120,5                              | 162965 | 60°45′49″ с. ш. 37°57′33″ в. д. |
| деревня Игнатово      | 19 222 828 014 | 2987       | 106                                | 162965 | 60°47′42″ с. ш. 37°46′11″ в. д. |
| деревня Ильина        | 19 222 828 015 | 2988       | 143,5                              | 162965 | 61°03′57″ с. ш. 37°34′51″ в. д. |
| деревня Кабецово      | 19 222 828 016 | 2989       | 104,5                              | 162965 | 60°48′07″ с. ш. 37°44′52″ в. д. |
| деревня Кузнецово     | 19 222 828 017 | 2990       | 105                                | 162965 | 60°47′53″ с. ш. 37°45′21″ в. д. |
| деревня Кузьминская   | 19 222 828 018 | 2991       | 123                                | 162965 | 60°59′38″ с. ш. 37°46′40″ в. д. |
| деревня Матвеево      | 19 222 828 019 | 2992       | 121                                | 162965 | 60°45′47″ с. ш. 37°58′09″ в. д. |
| посёлок Мирный        | 19 222 828 020 | 2993       | 101                                | 162961 | 60°50′25″ с. ш. 37°40′56″ в. д. |
| деревня Мироново      | 19 222 828 021 | 2994       | 108,2                              | 162965 | 60°46′38″ с. ш. 37°47′27″ в. д. |
| деревня Новая         | 19 222 828 022 | 2995       | 123,5                              | 162965 | 60°59′54″ с. ш. 37°46′41″ в. д. |
| деревня Панкратово    | 19 222 828 023 | 2996       | 119                                | 162965 | 60°46′46″ с. ш. 37°58′17″ в. д. |
| деревня Прокшино      | 19 222 828 001 | 2974       | 108                                | 162964 | 60°46′57″ с. ш. 37°47′54″ в. д. |
| деревня Прячево       | 19 222 828 024 | 2997       | 108,3                              | 162965 | 60°46′51″ с. ш. 37°48′09″ в. д. |
| деревня Степановская  | 19 222 828 025 | 2998       | 121                                | 162965 | 60°58′48″ с. ш. 37°47′47″ в. д. |
| деревня Татариха      | 19 222 828 026 | 2999       | 104                                | 162965 | 60°48′16″ с. ш. 37°44′22″ в. д. |

### Карты
- Топографическая карта P-37-101,102_ Патровская
- [web.archive.org/web/20070607122326/mapp37.narod.ru/map1/index099.html Топографическая карта P-37-99,100_ Ерчино]
- [web.archive.org/web/20050225090003/mapp37.narod.ru/map2/index25.html Топографическая карта P-37-XXV,XXVI_ Вытегра]